# Rosane Kaingang
 (juin 2022).
La mise en forme du texte ne suit pas les recommandations de Wikipédia : il faut le « wikifier ».
Les points d'amélioration suivants sont les cas les plus fréquents. Le détail des points à revoir est peut-être précisé sur la page de discussion.
- Les titres sont pré-formatés par le logiciel. Ils ne sont ni en capitales, ni en gras.
- Le texte ne doit pas être écrit en capitales (les noms de famille non plus), ni en gras, ni en italique, ni en « petit »…
- Le gras n'est utilisé que pour surligner le titre de l'article dans l'introduction, une seule fois.
- L'italique est rarement utilisé : mots en langue étrangère, titres d'œuvres, noms de bateaux, etc.
- Les citations ne sont pas en italique mais en corps de texte normal. Elles sont entourées par des guillemets français : « et ».
- Les listes à puces sont à éviter, des paragraphes rédigés étant largement préférés. Les tableaux sont à réserver à la présentation de données structurées (résultats, etc.).
- Les appels de note de bas de page (petits chiffres en exposant, introduits par l'outil «  Source ») sont à placer entre la fin de phrase et le point final[comme ça].
- Les liens internes (vers d'autres articles de Wikipédia) sont à choisir avec parcimonie. Créez des liens vers des articles approfondissant le sujet. Les termes génériques sans rapport avec le sujet sont à éviter, ainsi que les répétitions de liens vers un même terme.
- Les liens externes sont à placer uniquement dans une section « Liens externes », à la fin de l'article. Ces liens sont à choisir avec parcimonie suivant les règles définies. Si un lien sert de source à l'article, son insertion dans le texte est à faire par les notes de bas de page.
- La présentation des références doit suivre les conventions bibliographiques. Il est recommandé d'utiliser les modèles {{Ouvrage}}, {{Chapitre}}, {{Article}}, {{Lien web}} et/ou {{Bibliographie}}. Le mode d'édition visuel peut mettre en forme automatiquement les références.
- Insérer une infobox (cadre d'informations à droite) n'est pas obligatoire pour parachever la mise en page.

Pour une aide détaillée, merci de consulter Aide:Wikification.
Si vous pensez que ces points ont été résolus, vous pouvez retirer ce bandeau et améliorer la mise en forme d'un autre article.
Rosane Mattos Kaingang (? - Brasilia, 16 octobre 2016) également connue Kokoj (du Tupi : « colibri ») était une activiste indigène brésilienne qui était membre de l'ethnie Kaingang.
Considéré comme l'une des dirigeantes les plus respectées et les plus influentes du sud du Brésil. Elle a été membre de l'Articulation des peuples indigènes du Brésil (du portugais : Articulação dos Povos Indígenas do Brasil) et de l'Articulation des peuples indigènes de la Région Sud (pt) (du portugais: Articulação dos Povos Indígenas da Região Sul). Elle a été cofondatrice du Conseil national des femmes autochtones (Conami).

## Biographie
Kokoj (Rosane) est une descendante de l'ethnie indigène Kaingang, présente dans la région sud du Brésil. Elle était mariée à Álvaro Tukano, un autre leader indigène brésilien dans les années 1980.
Le nom indigène de l'activiste est Kokoj, qui lui a été donné en l'honneur de son arrière-grand-mère décédée à l'âge de 120 ans, ce qui dans sa langue, Kokoj signifie colibri.
En juin 1992, son mouvement démarre officiellement, en participant à la Conférence des Nations Unies sur l'environnement et le développement (ECO-92/Rio-92, du portugais:  Conferência das Nações Unidas sobre Meio Ambiente e Desenvolvimento) qui se tient à Rio de Janeiro,.
En 2001, il a rejoint la Fundação Nacional do Índio (FUNAI), une agence brésilienne pour la protection des intérêts et de la culture indigènes. 2005 et 2007, elle a été coordinatrice du développement communautaire, d'où elle a encouragé les femmes autochtones à s'organiser politiquement et soutenu des projets,. L'un des responsables d'une mission du Conseil national des droits de l'homme (CNDH, du portugais: Conselho Nacional de Direitos Humanos) qui a enquêté sur les conditions de vie et les violations des droits des peuples autochtones dans le sud du Brésil.
En 2009, elle participe à la fondation Articulation des peuples indigènes du Brésil (Apib, du portugais: Articulação dos Povos Indígenas do Brasil). Elle a ensuite travaillée sur l'articulation politique d'Arpinsul et d'Apib, participant à des réunions, séminaires, auditions et mobilisations de délégations indigènes, notamment la Mobilisation nationale indigène et l'Acampamento Terra Livre.
Reconnue pour sa participation active à la Mobilisation nationale indigène et au mouvement Camp Terrestre Gratuit (du portugais: Acampamento Terra Livre).
L'activiste brésilienne est décédée à 54 ans en 2016 après avoir lutté contre le cancer pendant trois ans,.